# Lakmus
Lakmus je rastlinsko vodotopno barvilo, uporabno kot indikator kislosti oziroma bazičnosti vodnih raztopin; v kislih raztopinah se obarva rdeče, v bazičnih pa modro.
Lakmus se pridobiva iz določenih vrst lišajev, zlasti iz lišaja Roccella tinctoria. Po navadi je absorbiran v filtrirni papir - kot takšen se imenuje lakmusov papir in je eden od najstarejših indikatorjev pH vrednosti.

## Zgodovina
Lakmus je prvi uporabljal alkimist Arnaldus de Villanova že okoli 1300. Od 16. stoletja so lakmus začeli zlasti na Nizozemskem pridobivati iz izvlečkov lišajev.

## Naravni viri
Lakmus se nahaja v več vrstah lišaja. Za pridobivanje barvila so se nekoč uporabljale zlasti naslednje vrste lišajev: Roccella tinctoria (Južna Amerika), Roccella fuciformis (Angola in Madagaskar), Roccella pygmaea (Alžirija), Rocella phycopsis, Lecanora tartarea (Norveška, Švedska), Variolaria dealbata, Ochrolechia parella, Parmotrema tinctorum, Parmelia ... Danes predstavljata glavni naravni vir lakmusa Roccella montagnei (Mozambik) in Dendrographa leucophoea (Kalifornija).